# Paul Duvivier
 (avril 2025).
Si vous disposez d'ouvrages ou d'articles de référence ou si vous connaissez des sites web de qualité traitant du thème abordé ici, merci de compléter l'article en donnant les références utiles à sa vérifiabilité et en les liant à la section « Notes et références ».
Paul Duvivier est un journaliste français, né à Lyon le 19 juillet 1869 et mort dans la même ville le 16 avril 1956. Il a été consul de Colombie et d'Estonie à Lyon et fondateur du journal Tout Lyon.

## Biographie
Benoît-Paul Auloge-Duvivier naît le 19 juillet 1869 dans le 2e arrondissement de Lyon.
Il fait ses études au lycée de Lyon et de Nice et devient bachelier ès sciences. Cette personnalité lyonnaise n'était pas destinée à devenir journaliste. En effet, il est le fils de Jean-Baptiste Auloge, négociant d'huiles et de savon, et de Marie Duvivier, sans profession. Il fait ses débuts dans la vie professionnelle avec son père mais se dirige rapidement vers le journalisme en tant que reporter volontaire dans le journal quotidien Lyon Républicain. En 1895, il crée l'hebdomadaire littéraire et artistique le Tout Lyon et restera le directeur jusqu'à sa mort. En 1902, 7 ans plus tard, il fonde le Tout Lyon Annuaire qui fait état des cérémonies de la société mondaine mais qui répertorie également les adresses des personnes de ce milieu. Deux ans avant la création de l'hebdomadaire, il est nommé officier d'académie puis officier de l'instruction publique en 1907 puis secrétaire général du préfet du Rhône, à l'époque Victor Rault, de 1914 à 1915.
Ses activités d'avant-guerre ne s'arrêtent pas là puisqu'il est nommé Consul de Colombie en 1909, avant de devenir secrétaire général du corps consulaire. Il aurait également été Consul d'Estonie. En parallèle, il est Président de l'Union Syndicale des journalistes lyonnais, créée en 1912. Cet investissement fit d'ailleurs de lui une grande figure de la presse régionale.

### Première Guerre Mondiale
En 1889, il avait été exempté du service militaire ce qui lui évita de partir au front en 1914, à l'âge de 46 ans, lorsque la Première Guerre Mondiale éclate. Malgré cela, il s'engage en 1915 et est affecté le 25 août de la même année dans la section T.M (Transport de Matériel) 492, ensuite à la TM 417, au 20ème escadron du train le 21 mai 1917 et termine par être affecté au parc d'Organisation Automobile de Versalles, section T.P 550. Il contribue notamment au ravitaillement de la première ligne à Verdun et dans la Somme en 1916 avec la section automobile. Il est blessé et renvoyé le 3 octobre 1917. Il a donc finalement participé à la Guerre du 16 avril 1915 au 20 octobre 1917.
Après la Guerre, il devient délégué à Lyon de l'Office Polonais pour les affaires civiles en France de 1919 à 1920. Il a également été administrateur de la Foire de Lyon à partir de 1922 ainsi qu'administrateur du Musée Gadagne et du Musée des Hospices.
Le 19 juin 1922, il se marie à Justine Dunoir. Plus tard, ils auront une fille nommée Francine et un fils, Jean.
En 1925, il est nommé Chevalier de la Légion d'Honneur en qualité de directeur et fondateur du Tout Lyon, par décret du 28 mars de cette même année. S'ensuit la cérémonie de décoration le 17 avril 1925. Paul Auloge-Duvivier est une personne passionnée par notamment l'équitation, l'automobile, la littérature et l'art. Sa passion pour l'écriture se reflète par exemple dans son ouvrage sur la vie du poète Xavier Privas, paru en 1928. Il avait un intérêt tout particulier pour les sociétés savantes ; il était membre de la société littéraire, historique et archéologique ainsi que membre de l'académie des Sciences, belles-lettres et arts de Lyon.

### Seconde Guerre Mondiale
La période de la Seconde Guerre mondiale fut mouvementé pour le journaliste. En effet, dès 1940, il est chargé de créer un centre d'accueil des réfugiés par l'ancien préfet du Rhône, Emile Bollaert. Dans les années 1940, des Offices polonais chargés de la protection des ressortissants polonais en France sont créés, notamment à Lyon. Paul Auloge-Duvivier dirige l'un des bureaux d'administration des polonais, belges, grecs et néerlandais en France à Lyon dès le 22 septembre 1943. Son implication dans la résistance polonaise lui vaut une première arrestation par la Gestapo à Saint-Didier-au-Mont-d'Or dans sa propriété du château du Mont d'Or, dans le département du Rhône alors qu'il était directeur du bureau d'administration. Il est interné à la prison de Montluc avec sa femme, Justine Auloge-Duvivier, du 13 au 16 septembre 1943. Ils sont libérés grâce à l'intervention du Consul d'Espagne, alors qu'ils allaient être transféré à Fresnes. Il est encore arrêté quelques jours plus tard, le 23 septembre 1943, cette fois-ci dans les bureaux de la délégation polonaise mais une fois relâché il continue la répartition de sommes d'argent qui viennent d'Angleterre, par la Suisse, pour les centres d'accueil polonais de l'Isère, de la Haute-Loire et de la Drôme. Il est arrêté une dernière fois le 13 juillet 1944 mais relâché dans la soirée. Il envoie un courrier au préfet régional dans lequel il communique une liste des employés qui ont été arrêtés.
Son travail lui a permis de faire libérer Jacob Spyteck, Stefan Moszczynski, Vincent Niziuk, Felicja et Joseph Szpak-Szpakowski ainsi que Madame Mrozkiewicz. Par la suite, il a été décoré de l'Ordre de la Polonia Restituta, la deuxième plus haute décoration civile polonaise. Il a également tenu l'office polonais des affaires civiles peu après la reconstitution de la Pologne à la fin de la deuxième République de Pologne.
Il reçoit une promotion de la Légion d'Honneur puisqu'il devient officier par décret le 24 novembre 1953 et est décoré par la suite le 18 janvier 1954, cette fois-ci en tant qu'éditeur et administrateur du comité de la Foire internationale de Lyon.
Durant sa vie, il a également eu l'occasion d'effectuer des mission officielles et des voyages d'études (notamment confiées par Edouard Herriot) en Egypte, Syrie, Palestine, Roumanie, Serbie, Yougoslavie, Autriche, Angleterre, Allemagne, Portugal, Afrique du Nord, Tunisie, Maroc et Algérie.
Paul Auloge-Duvivier, qui a toujours été proche du milieu mondain lyonnais, est décédé le 16 avril 1956 dans le 3e arrondissement de Lyon. Des lettres écrites par Edouard Herriot ou encore Jules Massenet, ont été envoyées à sa veuve à la suite de son décès. Après cet évènement, Edmond Locard, un proche, a créé le Comité du Souvenir de Paul Duvivier. 18 mois après sa mort, deux médaillons en bronze commandés au sculpteur Jean Dulac sont apposés sur la façade de l'immeuble du 41 rue de la République, siège du Tout Lyon.

#### Décorations
Les décorations qui lui ont été décernées durant sa vie sont les suivantes : La Croix de Guerre, officier de l'instruction publique, officier du mérite social, chevalier du Mérite agricole, médaille de la Mutualité, Grand-officier du Nichan Iftikhar, commandeur du Ouissam Alaouite, commandeur du Christ du Portugal, officier de la couronne de Roumanie et de Yougoslavie, officier du Mérite Estonien, chevalier d'Orange Nassau, officier de George 1er de Grèce, officier de la Polonia-Restituta, et chevalier de la Légion d'honneur.

### Vie associative
Paul Duvivier était une personnalité incontournable de la vie culturelle et mondaine lyonnaise de la première moitié du XXème siècle. Cette importance ce retrouve particulièrement dans son investissement au sein de très nombreuses associations lyonnaises et parfois avec le statut de président. Une activité associative très variée puisqu'il était membre d'associations ayant pour objet l'histoire, la guerre, le sport, la gastronomie, la littérature et les sciences ou encore l'économie.

## Hommages
Il existe une rue Paul-Duvivier à Lyon.
Deux médaillons en bronze on était déposés sur la façade de l'immeuble du 41 rue de la république, ancien siège du journal le Tout Lyon.
Paul Duvivier a deux homonymes, un prêtre jésuite décédé en 2017, et un historien en histoire moderne.